# Кимси
Кимси (ест. Kõmsi) малено је село на западу Естоније. Налази се у западном делу округа Ланема и административни је центар општине Ханила.
Према подацима са пописа становништва 2011. у селу је живело 135 становника.